# Francesco Boaretti
Francesco Boaretti, né à Masi le 16 août 1748 et mort le 15 mai 1799 à Venise, est un littérateur, helléniste et traducteur italien.

## Biographie
Né le 16 août 1748 à Masi, petit village près de Padoue, il acheva ses études au séminaire de cette ville avec un tel succès que ses maîtres l’associèrent sur-le-champ à leurs travaux. Nommé professeur d’éloquence sacrée en 1785, au gymnase ecclésiastique de Venise, il occupa cette chaire pendant dix ans de la manière la plus brillante. Le chagrin que lui causa la suppression de cette école, en 1795, fut si vif que peu de jours après il eut une attaque d’apoplexie. En vain le Sénat, informé de sa situation, s’empressa de lui confirmer son traitement par un décret, qui, plus tard, fut respecté par les partisans de la démocratie : le coup était porté. Boaretti ne fit que languir et mourut à Venise, le 15 mai 1799, à 51 ans. Doué d’une grande capacité d’esprit et d’une vaste mémoire, il s’était rendu très-habile dans les langues, la théologie, les mathématiques, la physique, la chimie et le droit naturel.

## Œuvres
Les nombreux ouvrages qu’il a publiés, quoique écrits avec précipitation, décèlent un véritable talent. Outre des thèses (Assertiones philosophicæ), Padoue, 1783, in-8°, et des poésies dans les Raccolte, on a de Boaretti :
- Les Trachiniennes de Sophocle ; l’Électre, l’Hécube, l’Iphigénie en Tauride et la Médée d’Euripide trad. in versi sciolti, publiées séparément, in-8°
- L’Hymne à Cérès, d’Homère, in versi sciolti, Padoue, 1784, in-8°
- L’Iliade d’Homère, in ottava rima, Venise, 1788, 2 vol. in-8°. Les douze premiers livres avaient paru sous le titre d’Omero in Lombardia. Bettinelli parle de cette traduction avec éloge.
- Les Psaumes de David, ibid., 1788, 2 vol. in-8°. Cette version est estimée.
- Dottrina de’ padri greci relativa alle circostanze della Chiesa nel secolo XVIII, tratta de’ testi originali, ibid., 1791, 2 vol. in-8°.
- L’Ecclésiaste de Salomon traduit en prose, ibid., 1792, in-8°.
- Le Livre de la Sagesse, ibid., 1792, in-8°, précédé d’une dissertation où Boaretti réfute les principes énoncés par l’abbé Nicola Spedalieri, dans son livre De’ diritti dell’uomo, sur l’origine de la souveraineté, les droits des princes et les devoirs des sujets.
- Pensieri sulla trisezione dell’angolo, ibid., 1793, in-4°. Cet ouvrage a été critiqué par Vinc. Dandolo. oN peut consulter pour des détails la Storia della Letteratura di Venezia, par le P. Moschini, p. 273-75, et les Vitæ virorum illustrium seminar. Patavini, p. 413, où se trouve l’éloge de Boaretti.
- (it) Ottave rime, Venise, 1793 (lire en ligne)

- Omero in Lombardia, vol. 1, 1788

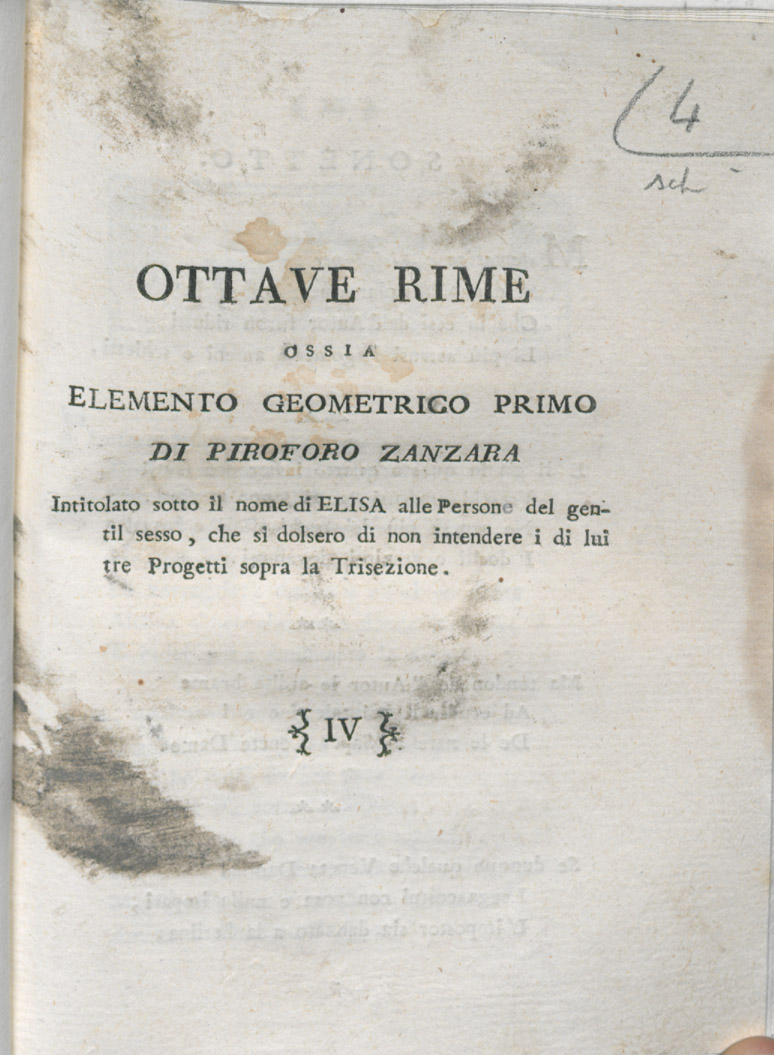
Ottave rime, 1793